# تيزي نتيشكة
تيزي نتيشكة أو تيزي ن تيشكا (تشلحيت:ⵜⵉⵣⵉ ⵏ ⵜⵉⵛⴽⴰ, بمعنى: ممر المراعي الجبلية) ممر جبلي في سلسلة جبال الأطلس الكبير.
يقع هذا الممر على الطريق الوطنية رقم 9 الرابطة بين ورززات ومراكش، وهو الأكثر ارتفاعا في المغرب (2300 متر).

## معرض الصور

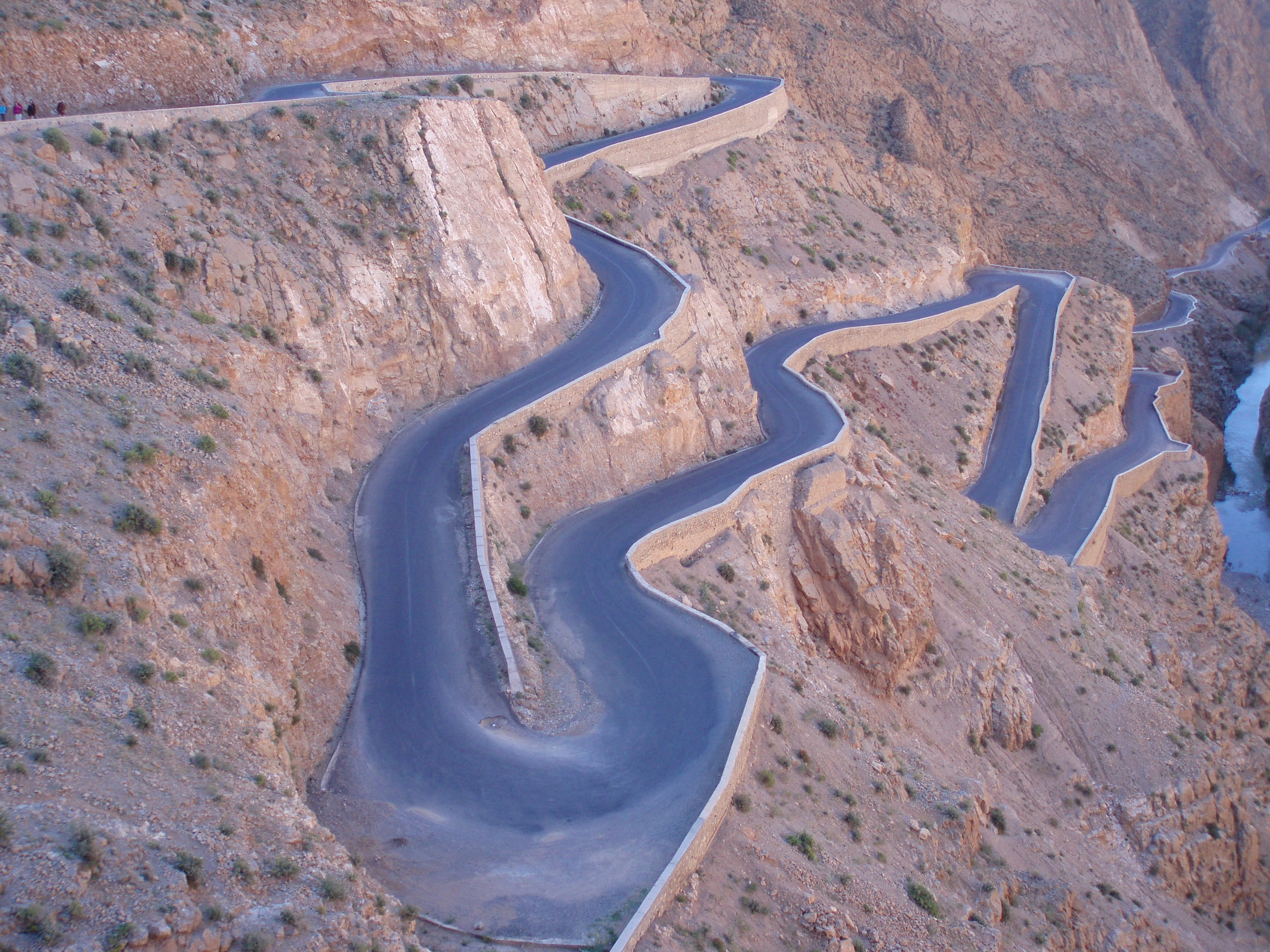
منعرجات تسضرين
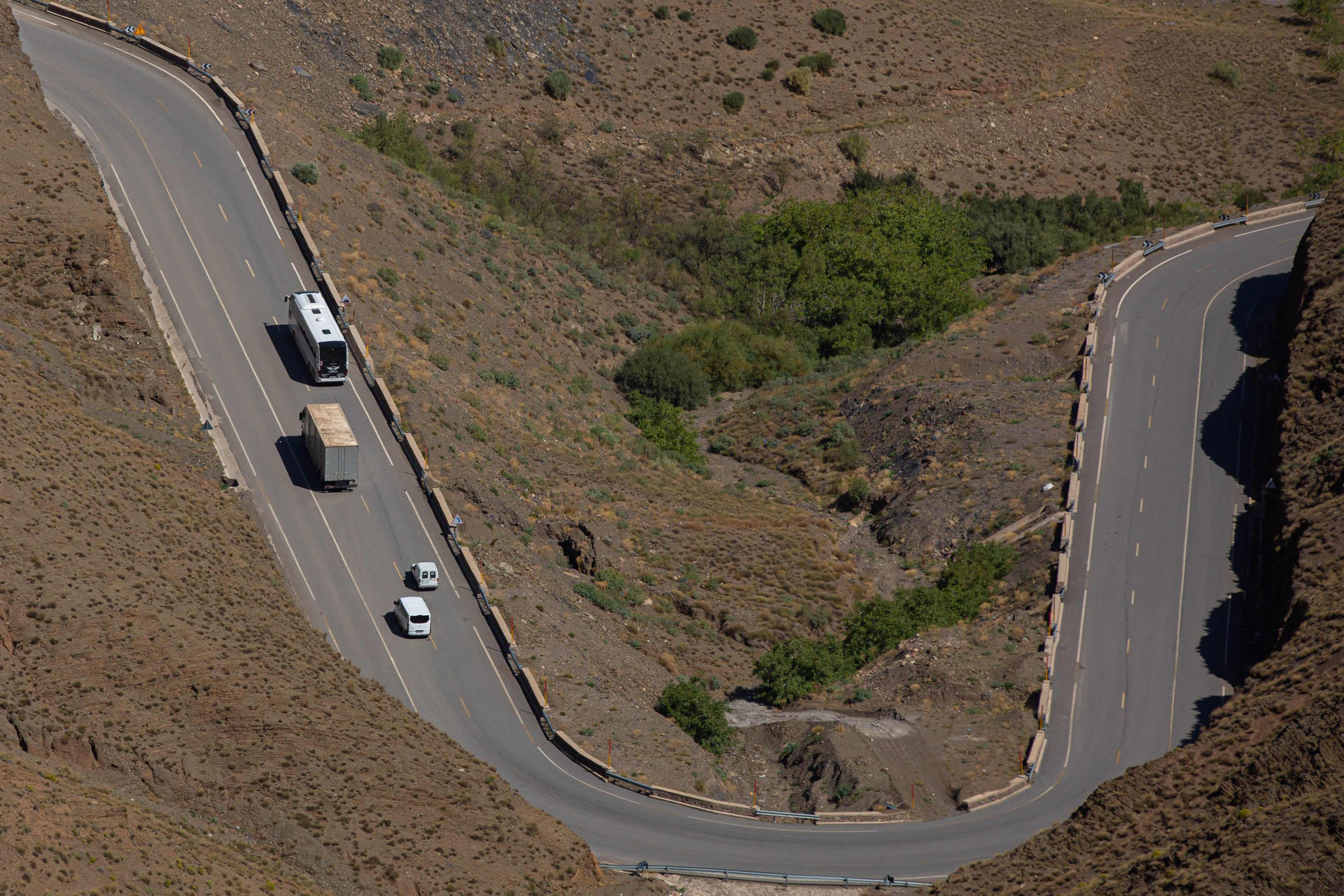
الطريق الوطنية رقم 9 تعبر ممر تيزي ن تيشكا

## وصلات خارجية
- Tizi n'Tichka on lonely planet